# Kalendarz Wikrama
Kalendarz Wikrama (dewanagari trl. wikramasamwat lub samwat) – system datowania ustanowiony według tradycji indyjskiej przez króla Wikramaditję w roku 58 p.n.e., po zwycięstwie nad Scytami (Śakami). Powszechnie jest określany jako tzw. era Wikrama. Ten system liczenia czasu przyjął się w całych zachodnich i północnych Indiach. Kalendarz Wikrama Samwat z lunarnymi miesiącami, ale słonecznym rokiem, jest obecnie oficjalnie przyjęty w Nepalu.
Pierwotnie był to kalendarz księżycowy, zawierający dwanaście miesięcy. Era Wikrama została jednak zreformowana około 1181 w celu powiązania z kalendarzem słonecznym. W efekcie utworzono kalendarz księżycowo-słoneczny zwany samwatsara.